# Traité de Bromberg
Le traité de Bromberg ou traité de Wehlau-Bromberg conclu entre Jean-Casimir de Pologne et le grand électeur Frédéric-Guillaume Ier de Brandebourg, à Bromberg (auj. Bydgoszcz en Pologne) le 6 novembre 1657, disposait qu'en échange de son appui militaire dans la grande guerre du Nord et de la restitution de la Varmie à la Pologne, le prince de Hohenzollern-Brandebourg bénéficie de la souveraineté héréditaire sur le duché de Prusse, et des districts de Lauenburg et de Bütow. En outre, Draheim (Drahim) et Elbing sont remis en gage à la marche de Brandebourg.
Ce traité a été ratifié et reconnu par les autres puissances d'Europe à la paix d'Oliva en 1660. La Pologne conserva finalement la cité d'Elbing, mais Lauenburg-et-Bütow et Draheim furent annexés au Brandebourg-Prusse. La souveraineté des Hohenzollern en Prusse est désormais la justification des couronnements des rois de Prusse. Le traité de Wehlau-Bromberg demeurera en vigueur jusqu'à la signature du traité de Varsovie (18 septembre 1773), qui consacre le premier partage de la Pologne. Rétrospectivement, il peut être considéré comme une faute magistrale de la Pologne et le premier pas vers la dislocation de ce royaume.

## Contexte historique

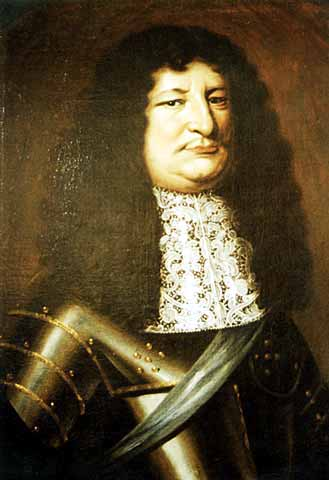
Le Grand Électeur Frédéric-Guillaume Ier de Prusse, grand bénéficiaire du traité de Bromberg.

Par le traité de Cracovie, le duché de Prusse avait été accordé comme fief au grand maître de l'ordre Teutonique Albert de Brandebourg-Ansbach le 8 avril 1525. Ce fief polonais était héréditaire, mais au cas où la lignée d'Albert et celle de ses frères s'éteindrait par les mâles, le traité disposait qu'il reviendrait au roi de Pologne de nommer à sa tête un gouverneur germanophone né en Prusse. Or le 4 juin 1563, cette disposition avait été élargie par le roi Sigismond II de Pologne : par le privilège de Petrikau, outre la branche d'Albert (celle des Hohenzollern-Ansbach), la branche de Brandebourg des Hohenzollern bénéficiait de la succession. Ce privilège étendait en 1618 le droit de succession au titre de duc de Prusse, aux électeurs de Brandebourg, en cas d'extinction de la branche des Hohenzollern-Ansbach.
En 1656, au début de la grande guerre du Nord, les Hohenzollern-Brandebourg prirent ainsi la souveraineté sur le duché de Prusse et la Varmie comme fiefs suédois par le traité de Königsberg, avant que le roi de Suède n'abolisse le statut de fief vassal de ces provinces. Après avoir combattu aux côtés de l’armée suédoise en 1656, et s'être particulièrement illustré à la bataille de Varsovie, Frédéric-Guillaume Ier envisagea un retournement d'alliance : il fit connaître au roi de Pologne Jean-Casimir qu'il changerait de camp si la couronne de Pologne lui accordait les mêmes titres que le roi de Suède Charles-Gustave sur les terres de Poméranie et de Prusse. Ces conditions furent négociées à Wehlau (auj. Znamensk) et Bromberg.
Cette offre intervenait à un moment où les difficultés se multipliaient pour la Pologne, déjà en guerre avec la Suède. Le traité de Vilnius (1656), par lequel la Russie acceptait de faire la paix avec la Pologne-Lituanie et de se retourner contre les Suédois, garantissait à Alexis de Russie son élection comme successeur au trône de Pologne lors de la prochaine diète. Si la noblesse du grand-duché de Lituanie, escomptant de nouveaux privilèges, s'enthousiasmait pour ce traité, il n'en allait pas de même en Pologne, où les élites cherchaient par tous les moyens à faire échouer le couronnement d'Alexis. Afin de mettre un terme à la guerre avec la Suède et d'éviter l'entrée en vigueur des termes de la trêve de Vilnius, il fallait donc étendre le front de l'alliance anti-suédoise ; or, tant qu'aucune diète ne venait confirmer la trêve, le nouvel allié russe renâclerait à soutenir la Pologne contre la Suède. La Pologne avait bien trouvé un second allié, les Habsbourg d'Autriche, par des traités signés à Vienne (1656 et 1657), mais stipulant que la Pologne assurerait l'entretien de l'armée autrichienne : aussi, la poursuite de la guerre promettait de ruiner le royaume. Enfin, le dernier allié, le royaume de Danemark-Norvège, avait bien rejoint la coalition anti-suédoise en juin 1657 au second traité de Vienne ; mais le Danemark ne faisait qu'ouvrir un second front, loin du théâtre d'opération polonais, et malgré la diversion exercée ainsi sur l'armée de Charles-Gustave, le but de guerre des Danois était la reconquête des  terres scandinaves perdues au second traité de Brömsebro (1645).
Quant aux Habsbourg, ils cherchaient à se concilier Frédéric-Guillaume Ier qui, en tant que prince-électeur, constituait un précieux allié dans leur politique allemande. Aussi étaient-ils favorables à la défection de Frédéric-Guillaume Ier et au ralliement à leur camp : c'est pourquoi ils dépêchèrent le baron François-Paul de Lisola, afin de négocier un apaisement avec la Pologne.
Bromberg et Wehlau sont considérés comme des « traités jumeaux », complémentaires voire un seul et même traité, le « traité de Wehlau et Bromberg,. »

## Ratification et confirmation

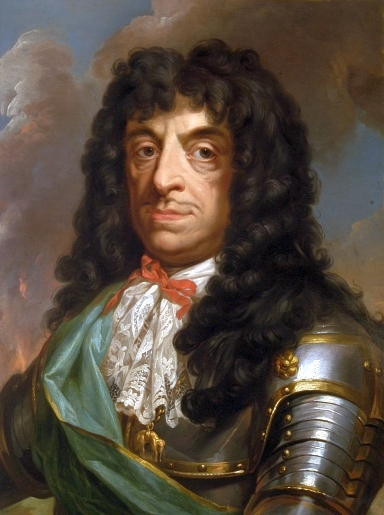
Le roi Jean-Casimir de Pologne.

Les préliminaires de Wehlau avaient été signés le 19 septembre 1657 par les émissaires de Frédéric-Guillaume Ier, les comtes von Schwerin et von Somnitz, ainsi que le prince-évêque de Varmie Venceslas de Leszno et Wincenty Korwin Gosiewski pour la république des Deux Nations, et le délégué Habsbourg Franz de Lisola,.
La version finale du traité fut ratifiée le 6 novembre par Frédéric-Guillaume et Jean-Casimir à Bromberg,. L’Électeur de Brandebourg et le roi de Pologne assistèrent tous deux à la cérémonie avec leurs femmes respectives, Louise-Henriette d'Orange et Marie-Louise de Gonzague ; le mayeur de Dantzig Adrian von der Linde (en) était également présent.
Les traités de Wehlau et de Bromberg furent confirmés par les parties et reconnus internationalement par la paix d'Oliva, qui mit fin à la grande guerre du Nord en 1660, et par les sejm polonais de 1659 et de 1661.

## Les clauses du traité
Le traité ratifié à Bromberg comportait trois parties. La première contenait 21 articles et concernait essentiellement le statut de la Prusse et son régime successoral, l'alliance et l’assistance militaire entre Brandebourg et Pologne : elle était pour l'essentiel déjà réglée à Wehlau et signée par les plénipotentiaires des deux puissance et le médiateur Habsbourg. La seconde contenait une « clause particulière » (Specialis Conventio) en 6 articles, également rédigée et signée par les plénipotentiaires et le médiateur de Wehlau ; elle précisait les détails de l'alliance et de l'appui militaire. La troisième partie amendait l'accord de Wehlau sur certaines concessions de la Pologne.

### Le statut de la Prusse
Le duché de Prusse, où Frédéric-Guillaume Ier exerçait pleine souveraineté en vertu du traité de Labiau, fut reconnu par la république des Deux Nations comme possession souveraine de la maison de Hohenzollern.

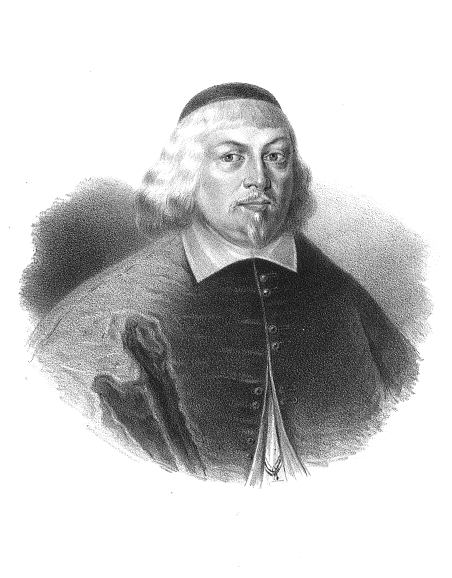
Venceslas Leszno, archevêque de Varmie.

Selon le traité de Bromberg, la souveraineté héréditaire n'était accordée aux Hohenzollern que sur le duché de Prusse, la Varmie devant être restituée à la Pologne. En cas d’extinction de la dynastie brandebourgeoise des Hohenzollern en ligne mâle, il était convenu que le duché de Prusse devrait revenir à la Couronne polonaise. Pour cette raison, les chambres souveraines de Prusse étaient tenues de prêter allégeance conditionnelle (hommagium eventuale, Eventualhuldigung) au représentant du roi de Pologne à chaque succession, ce qui, cela dit, les dispensait des liens de vassalité antérieurs.
L’Église catholique de l'ancien duché de Prusse demeurait subordonnée à l'archevêque de Varmie, conservait ses possessions et ses revenus ; ses fidèles voyaient leur liberté de culte garantie.

### Assistance militaire
Le margrave de Brandebourg-Prusse s'engageait à aider militairement la Pologne contre l’Empire suédois pour la durée du conflit. Frédéric-Guillaume Ier avait déjà convenu à Wehlau d'envoyer 8 000 hommes à Jean II Casimir Vasa, et les états convinrent d'une « alliance éternelle. » À Bromberg, Frédéric-Guillaume précisa donc qu'il leverait en Prusse 1 500 fantassins et 500 cavaliers.

### Clauses financières et territoriales

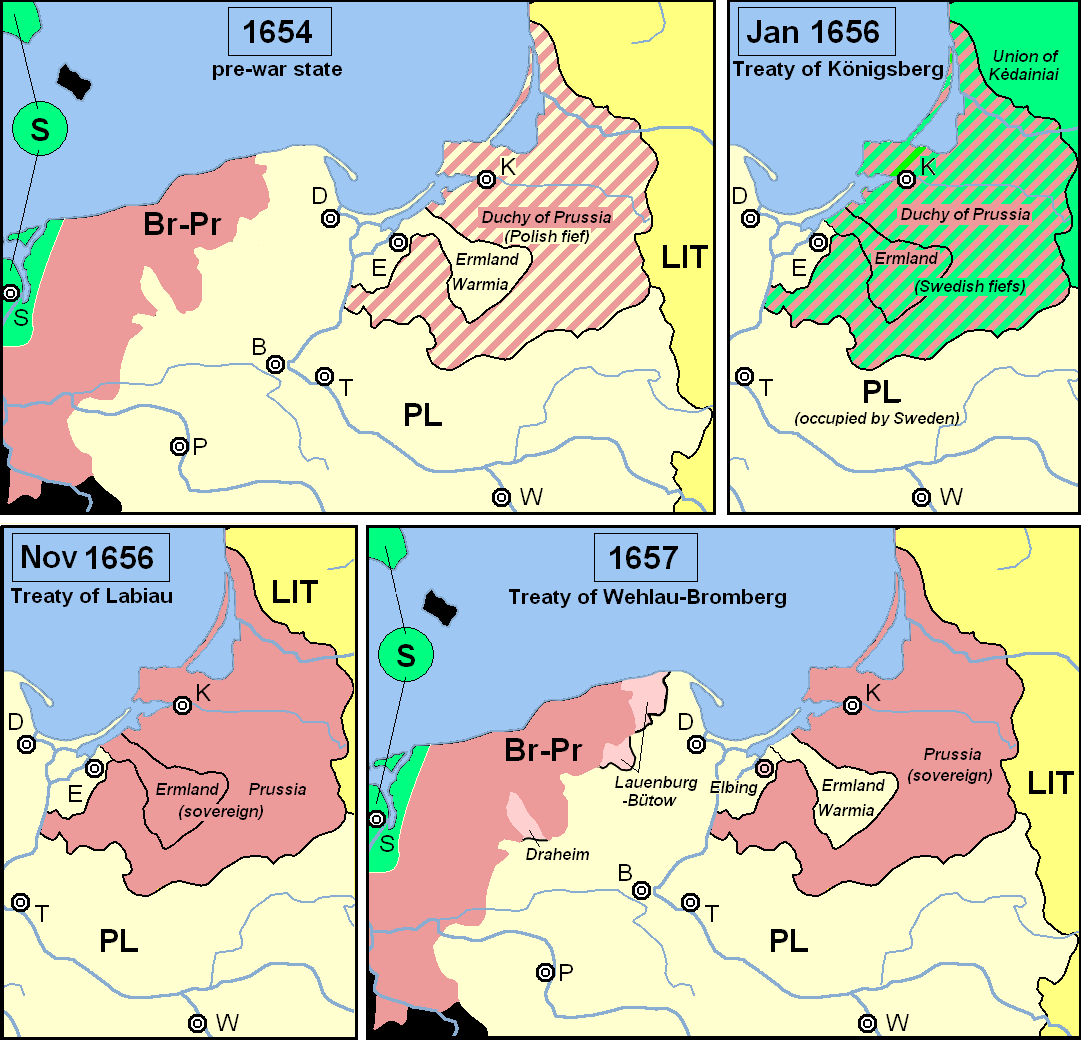
Concessions territoriales du Traité de Wehlau-Bromberg, comparées à la situation d'avant-guerre (1654) et aux traités de Königsberg (janvier 1656) et Labiau (novembre 1656).

En retour, la couronne de Pologne accordait la circonscription poméranienne de Lauenburg-et-Bütow comme fief héréditaire au souverain de Brandebourg-Prusse. Ce fief bénéficiait des mêmes conditions que celles accordées précédemment à la maison de Poméranie : il serait exempt d'impôts, mais la maison de Hohenzollern serait contrainte d'envoyer des émissaires au couronnements des rois de Pologne afin de faire à chaque fois confirmer leur suzeraineté sur leur fief. Au cas où les Hohenzollern se trouveraient privés de descendance mâle, ce fief reviendrait à la couronne de Pologne.
Outre Lauenburg-et-Bütow, le Brandebourg-Prusse recevait en hypothèque la ville d’Elbing. Dans un amendement, le Brandebourg-Prusse devait restituer la ville à la Pologne moyennant versement d'une indemnité de 40 000 thalers.
Troisième concession de la Pologne : le versement de 120 000 thalers au Brandebourg-Prusse pour les dommages de guerre consécutifs au renversement d'alliance. En gage de paiement sous trois ans, la Pologne remettait le district de Draheim au Brandebourg : ce district comprenait alors la ville de Tempelburg et 18 villages aux marches de la Poméranie brandebourgeoise. Cette indemnité devait être payée par annuités de 40 000 thalers.
La liberté de culte était garantie aux catholiques de Draheim. Les Hohenzollern reconnaissaient aussi la liberté de culte aux catholiques de Lauenburg-et-Bütow,. Les congrégations catholiques restaient subordonnées et représentées par l’évêque de Coujavie et conservaient le bénéfice de leurs revenus, mais les électeurs de Brandebourg et la noblesse locale administraient les paroisses.
Les droits de la noblesse de Lauenburg-et-Bütow étaient préservés, les jugement en cour et les privilèges antérieurs maintenus. L’administration du pays serait exercée comme du temps des ducs de Poméranie. Par un décret publié en marge du traité, Jean-Casimir assura aux nobles que la Pologne continuerait à les considérer comme citoyens de la république des Deux Nations, et qu'ainsi ils jouiraient des mêmes droits et prérogatives que les nobles polonais au cas où ils opteraient pour un retour en Pologne.

## Entrée en vigueur et conséquences

### En Prusse
Ce traité déclencha la protestation des chambres souveraines de Prusse, qui redoutaient la perte de leurs privilèges. Le chef de file de cette opposition, le bourgmestre de Kœnigsberg Hieronymus Roth (de), fut incarcéré à vie : il mourut seize ans plus tard. Les chambres n'acceptèrent de prêter serment d’allégeance à Frédéric-Guillaume qu’en 1663 ; mais la subordination des paroisses catholiques au prince-évêque de Varmie demeurait intolérable pour les princes de Hohenzollern. En dépit de ces restrictions, leur souveraineté sur le reste du duché leur permit de se faire désormais couronner « rois en Prusse » à partir de 1701.

### Territoires de Lauenburg-et-Bütow
Le décret de cession de Lauenburg-et-Bütow fut remis officiellement par l'émissaire de Jean-Casimir, Ignatz Bokowski aux commissaires prussiens Adam von Podewils (de) et Ulrich Gottfried von Somnitz au mois d'avril 1658. Au cours de la cérémonie, les roturiers durent prêter le même serment d’allégeance au margrave de Brandebourg que du temps des ducs de Poméranie, mais les nobles prêtaient serment selon un texte remis à jour. Le serment fut prononcé par 63 familles nobles du district de Lauenburg et 43 familles du district de Bütow, représentées lors de la cérémonie par 220 personnes. Trois aristocrates prêtèrent serment en polonais ; mais l'administration brandebourgeoise refusa de reconnaître toutes ces familles comme nobles : encore au mois de mai, elle n'avait immatriculé que treize familles autochtones et six familles venues de Poméranie en Lauenburg, et quatre familles du district de Bütow ; les autres furent répertoriées comme « particuliers libres » (besondere freye Leute).
Les électeurs de Brandebourg ajoutèrent à leur titulature celle de dominus de Lauenburg et Bytaw, malgré les protestations polonaises : les Polonais auraient exigé de changer dominus en fiduciarus (commissaire). Jusqu'en 1771, la juridiction de Lauenburg-et-Bütow fut administrée depuis Lauenburg, où siégeait un lieutenant de police local ; les nobles prêtaient serment à l’Électeur de Brandebourg, et la haute chambre (celle des nobles) se réunissait lors d'assemblées appelés Seymik. À partir de 1771, elle fut annexée à la Poméranie brandebourgeoise et administrée depuis Stettin. Désormais, l'aristocratie et les chambres élues prêtaient serment au roi de Prusse à Stettin.
La clause d'envoi de députés du Brandebourg à chaque avènement d'un roi de Pologne fut observée jusqu'en 1698, et interrompue par la Couronne de Prusse. Le traité de Bromberg devint caduc avec le traité de Varsovie (1773), consécutif au premier partage de la Pologne en 1772. Cela signifiait notamment la fin de la liberté de culte, l'abrogation des privilèges des nobles et la cession définitive de la juridiction de Lauenburg-et-Bütow.

### La ville d'Elbing

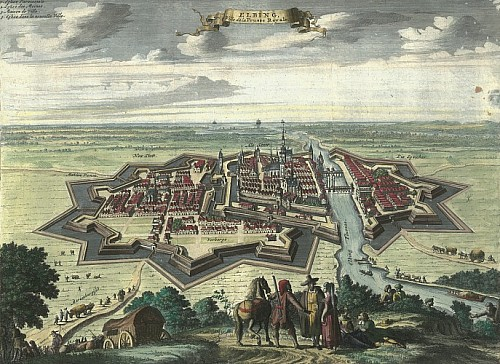
La ville d'Elbing.

En 1660, la garnison suédoise évacua Elbing, mais la république des Deux Nations s'en empara avant le Brandebourg, bien qu'elle n'eût pas réglé le tribut convenu à Bromberg. Pour cette raison, Frédéric-Guillaume Ier refusa son appui à la Pologne lorsqu’éclata la guerre russo-polonaise (1654-1667) et brandit l'accord de neutralité qu'il avait conclu avec la Russie en 1656. La Pologne allait conserver la ville jusqu'au premier partage de la Pologne de 1772, à de courtes interruptions près, en 1698-1699 puis 1703. En 1698, le roi Auguste le Fort permit à l'armée prussienne d’assiéger et de mettre à sac Elbing, mais les troupes Prussiennes l'évacuèrent l'année suivante lorsque la Russie l'échangea moyennant cession en garantie des Joyaux de la Couronne polonaise. Néanmoins, Auguste le Fort ne put payer la caution, de sorte que la ville fut ré-occupée en 1703, pendant la grande guerre du Nord ; toutefois, les Prussiens évacuèrent la place peu après à cause de la pression militaire suédoise.

### Draheim

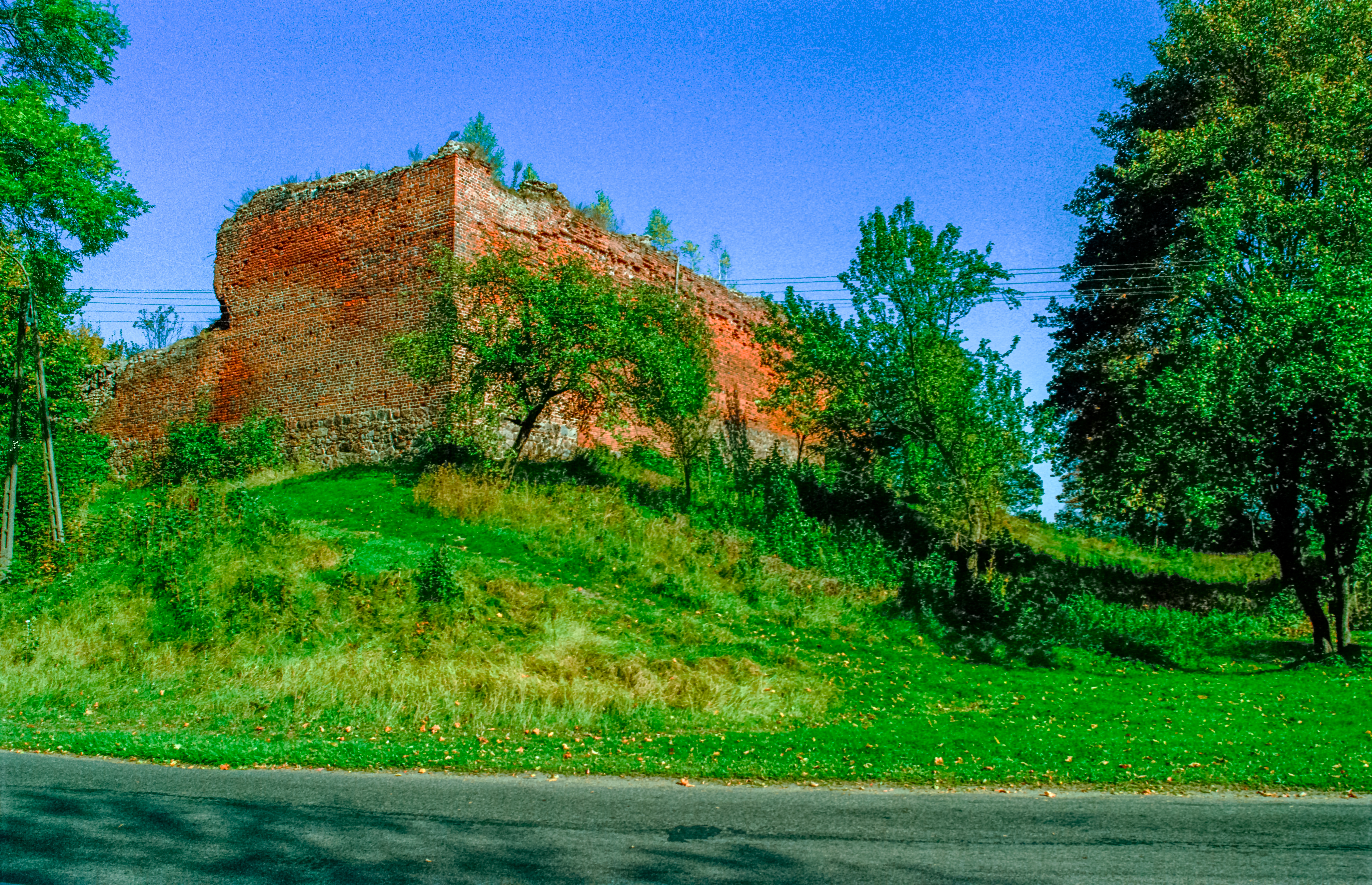
Ruines du château de Draheim.

Outre Elbing, les conseillers de la république des Deux-Nations auraient voulu conserver Draheim, mais Frédéric-Guillaume parvint à les circonvenir en occupant la place en 1663. Mais si, à partir des années 1720, le gouvernement prussien de Poméranie brandebourgeoise administra Draheim, cette ville conserva son indépendance de la Poméranie jusqu'à la désuétude des clauses du traité de Bromberg, au traité de Varsovie (1773). Jusqu'en 1773, la Pologne pouvait formellement exempter Draheim, quoiqu'elle ne le fit jamais ; néanmoins, la Couronne polonaise s'appuya sur cette prérogative pour investir le bailli local de diverses prérogatives jusqu'en 1680. Par l'article V du traité de Varsovie, la Pologne renonça au droit de racheter Draheim, et céda la ville « pour l'éternité » à la Prusse.

## Portée historique de ce traité
Selon Robert I. Frost (en), pour la Maison de Hohenzollern, le traité de Wehlau-Bromberg fut un « gain géopolitique majeur, un bond en richesse et prestige, » ; quant à la Pologne, elle a « bénéficié de manière substantielle » du concours militaire du Brandebourg à la fin de la guerre. Les concessions faites par la Pologne à Wehlau et Bromberg étaient d'esprit tactique, et considérées comme temporaires ; les faiblesses internes à la république des Deux-Nations ne permirent simplement pas un retour en arrière. Christopher M. Clark estime que Jean-Casimir de Pologne était partagé entre « le désir d'éloigner le Brandebourg de la Suède et de neutraliser cette menace militaire » à chaque fois que la Pologne-Lituanie était aux prises avec l'Empire russe, et à la fois prêt à accepter les exigences des Hohenzollern ; car la maison de Habsbourg, après la mort prématurée de l'empereur cette année-là, cherchait à s'assurer le vote du Brandebourg, et ses « requêtes [...] étaient d'un poids considérable, puisque les Polonais comptaient sur l'appui autrichien en cas de nouvelle guerre avec la Suède ou la Russie. » Clark voie donc Frédéric-Guillaume comme le « bénéficiaire d'une conjoncture internationale qu'il ne maîtrisait en rien », et justifie sa thèse par les événements qui suivirent, le Grand Électeur voyant tous ses gains postérieurs effacés par l'intervention française au traité d'Oliva.
Józef Arno Włodarski (pl) considère ce traité comme l'une des fautes historiques les plus graves, aux conséquences fatales pour la Pologne. Selon Anna Kamińska, le traité marque le point de départ de la perte d'influence de la Pologne en Mer Baltique et du déclin de la Pologne-Lituanie en Europe. Selon Frost, les critiques d’historiens comme Kazimierz Piwarski, qui affirme que la Pologne a payé à Bromberg un prix exorbitant, sont des jugements a posteriori, qui ne tiennent pas compte des difficultés auxquelles la Pologne devait alors faire face : « Les politiques [polonais] de ce temps, écrit-il, étaient conscients des dangers d'un abandon de souveraineté ; ils s'y résolurent, non par stupidité, indifférence ou aveuglement, mais parce que les alternatives paraissaient encore plus préjudiciables aux intérêts des Deux-Nations ». S'il trouve quelque mérite à l'opinion de Piwarski, selon laquelle les Polonais ont été poussés à cette extrémité par les Habsbourgs, il rappelle que l’intérêt pour la Pologne d'un rapprochement avec le Brandebourg était déjà apparue en 1656, bien avant l'entrée en scène du baron de Lisola .